# Filmografia de Barbara Stanwyck

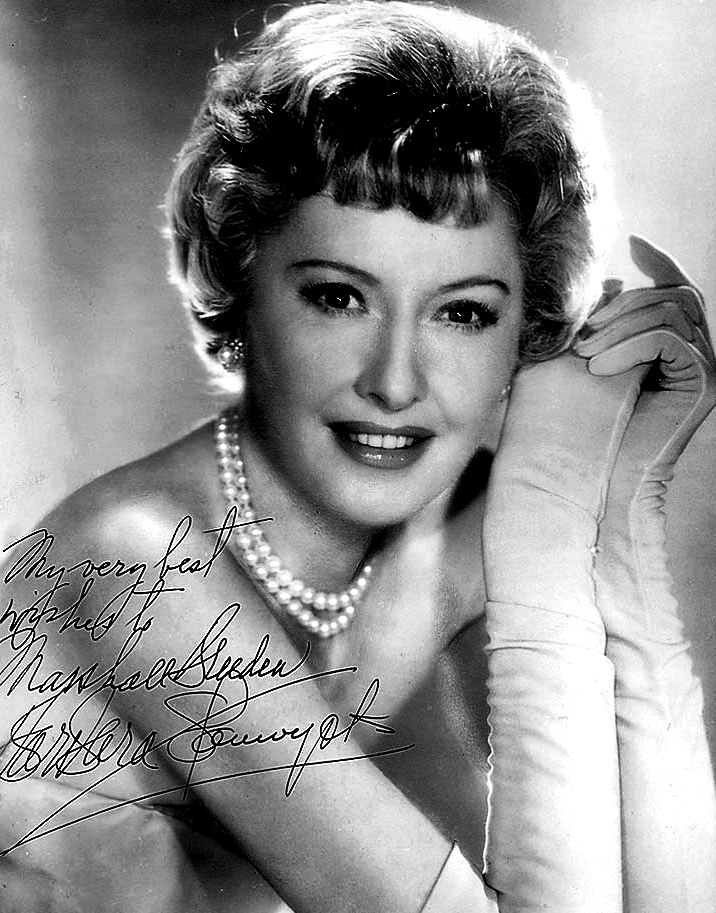
Barbara Stanwyck em 1950

Barbara Stanwyck (nascida Ruby Catherine Stevens, 1907–1990) foi uma prolífica atriz e dançarina americana que apareceu em um total de 95 longas-metragens lançados nos cinemas. Órfã antes de ter idade suficiente para ir à escola, ela ficou fascinada pela crescente indústria cinematográfica, e pela atriz Pearl White em particular, a quem ela imitava nos playgrounds. "Pearl White era minha deusa, e sua coragem, sua graça e seus triunfos me tiraram deste mundo".
Ela começou sua carreira no show business como uma adolescente corista em boates speakeasy onde as leis de proibição de bebidas alcoólicas eram ignoradas e a clientela geralmente era composta por gângsters da máfia. Aos 15 anos, a artista dançou na El Fey Nightclub em Manhattan, operada pela Texas Guinan cujos estabelecimentos exibiam talentos aspirantes como os dançarinos George Raft e Ruby Keeler. Aos 16 anos, ela estava se apresentando no Ziegfeld Follies mais popular. Foi durante esse período que conheceu o dramaturgo Willard Mack, que lhe deu um papel em sua produção teatral The Noose e a renomeou em homenagem à atriz Jane Stanwyck. Durante sua atuação na peça Burlesque seu primeiro papel principal, ela também apareceu em anúncios de equipamentos de ginástica pessoais.
Stanwyck conseguiu um pequeno papel não creditado no filme mudo perdido Broadway Nights (1927). O executivo do estúdio Joseph M. Schenck posteriormente a contratou para The Locked Door (1929) com Rod La Rocque. Depois, ela teve um papel em Mexicali Rose (1929) para a Columbia Pictures. Stanwyck teve sua grande chance quando o diretor Frank Capra a escolheu para o papel principal em seu drama romântico Ladies of Leisure (1930). Ela faria mais quatro filmes com Capra: The Miracle Woman (1931), Forbidden (1932), The Bitter Tea of General Yen (1933) e Meet John Doe (1941). Também atuou em cinco produções com o diretor William A. Wellman: Night Nurse (1931), The Purchase Price (1932), So Big! (1932), The Great Man's Lady (1942) e Lady of Burlesque (1943). A intérprete foi indicada quatro vezes ao Oscar de Melhor Atriz, mas nunca ganhou. Em 1982, ela recebeu um Oscar honorário.
Em 3 de agosto de 1936, Stanwyck fez a primeira de suas 16 aparições no LUX Radio Theatre, apresentado pelo diretor-produtor Cecil B. DeMille. Sua última apresentação na série de rádio foi em 1943. Ela teve um relacionamento social de décadas com a atriz e comediante Mary Livingstone e seu marido Jack Benny, aparecendo em seu programa de rádio inúmeras vezes e fazendo sua estreia na televisão em seu programa. Na década de 1950, Stanwyck começou a se ramificar na televisão. Ela recebeu o prêmio Primetime Emmy de 1961 de Melhor Atriz Principal - Série Dramática pela série de antologia The Barbara Stanwyck Show. Foi novamente indicada ao mesmo prêmio mais três vezes - 1966, 1967 e 1968 - por sua série The Big Valley, vencendo-o por essa série em 1966.
Stanwyck recebeu uma estrela na Calçada da Fama de Hollywood em 8 de fevereiro de 1960.

## Teatro

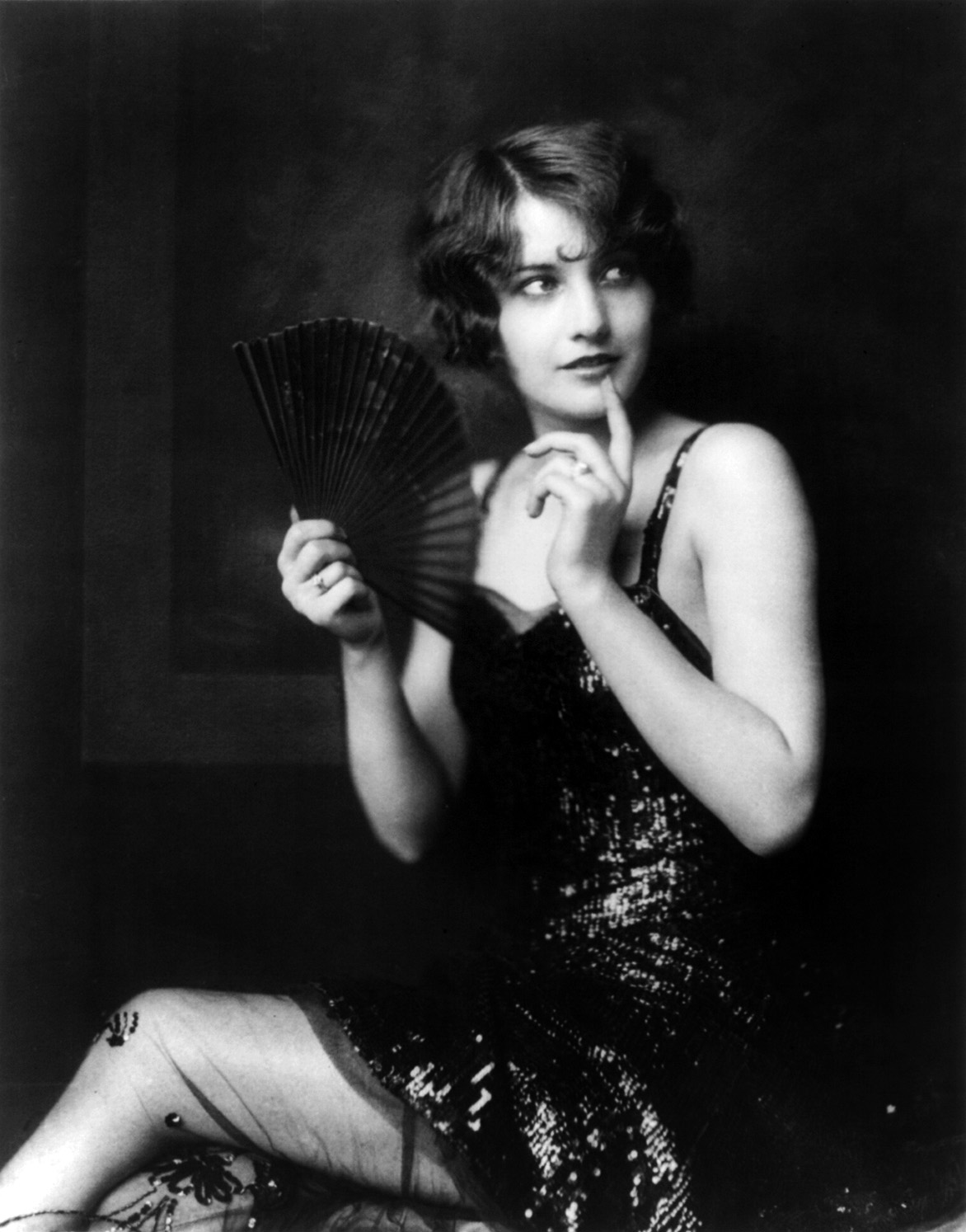
Stanwyck como uma Ziegfeld girl, tirada em 1924

| Nome         | Data                                        | Papel                                                           | Notas                                                                     | Ref(s) |
| ------------ | ------------------------------------------- | --------------------------------------------------------------- | ------------------------------------------------------------------------- | ------ |
| Keep Kool    | 22 de Maio – 27 de Setembro de 1924         | Billed como Ruby Stevens                                        | 148 performances                                                          | [ 17 ] |
| The Noose    | 20 de Outubro de 1926 – Abril de 1927       | Primeiro aparição utilizando o nome artístico, Barbara Stanwyck | 197 performances                                                          | [ 18 ] |
| Burlesque    | 1 de Setembro de 1927 – 14 de Julho de 1928 | Bonny                                                           | 372 performances, Posteriormente, adaptado para o filme The Dance of Life | [ 19 ] |
| Tattle Tales | 1 até 24 de junho de 1933                   | Herself e Kay Arnold                                            | 28 performances                                                           | [ 20 ] |

## Cinema

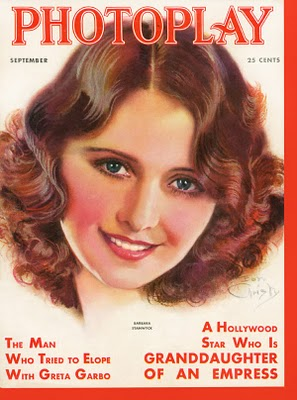
Stanwyck na capa da revista Photoplay em setembro de 1931

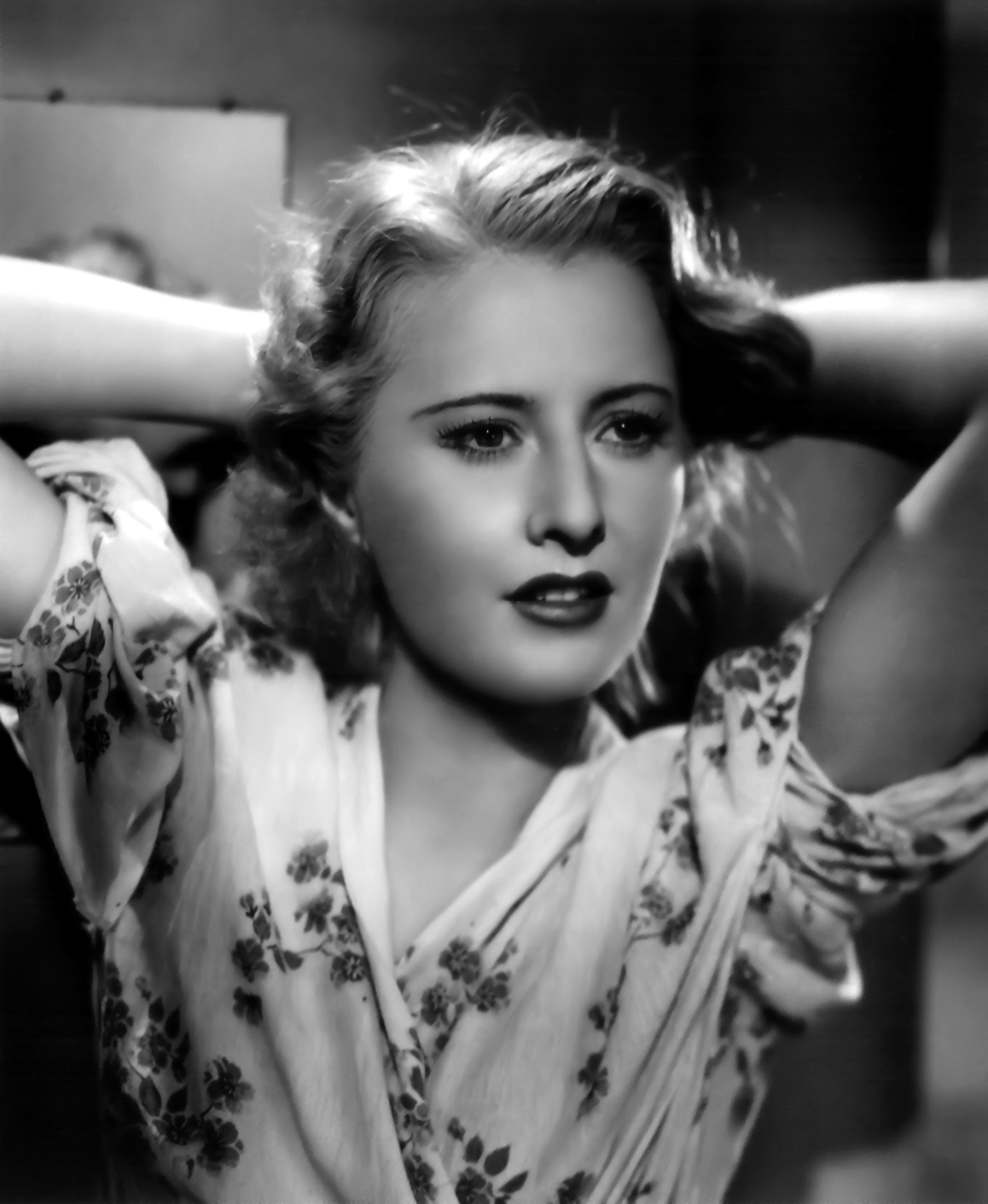
Stanwyck em Stella Dallas (1937)

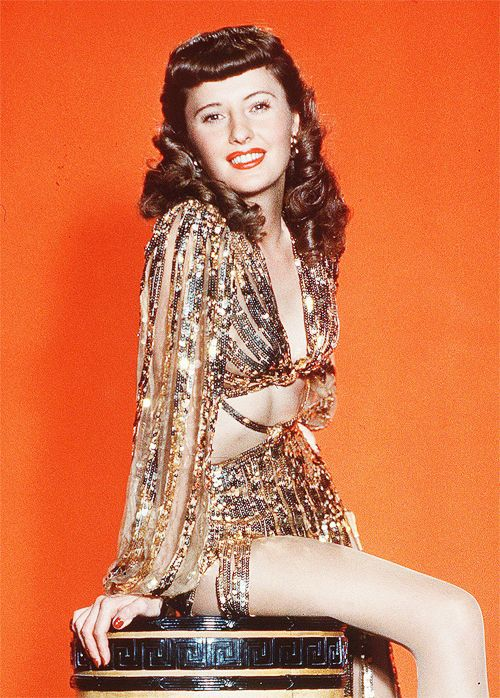
Barbara Stanwyck in Bola de Fogo (1941)

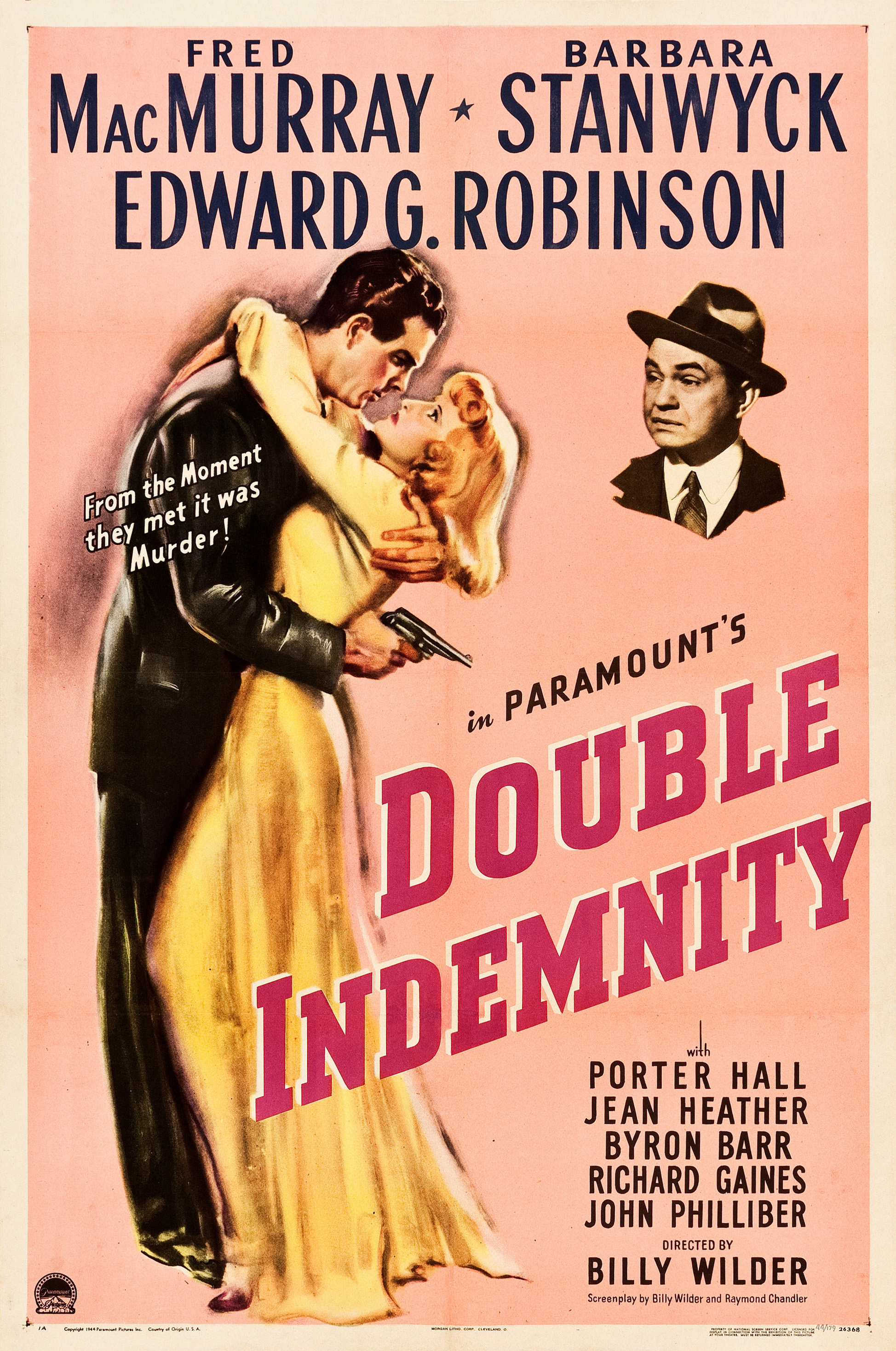
Cartaz oficial da atriz com Fred MacMurray e Edward G. Robinson em Double Indemnity (1944)

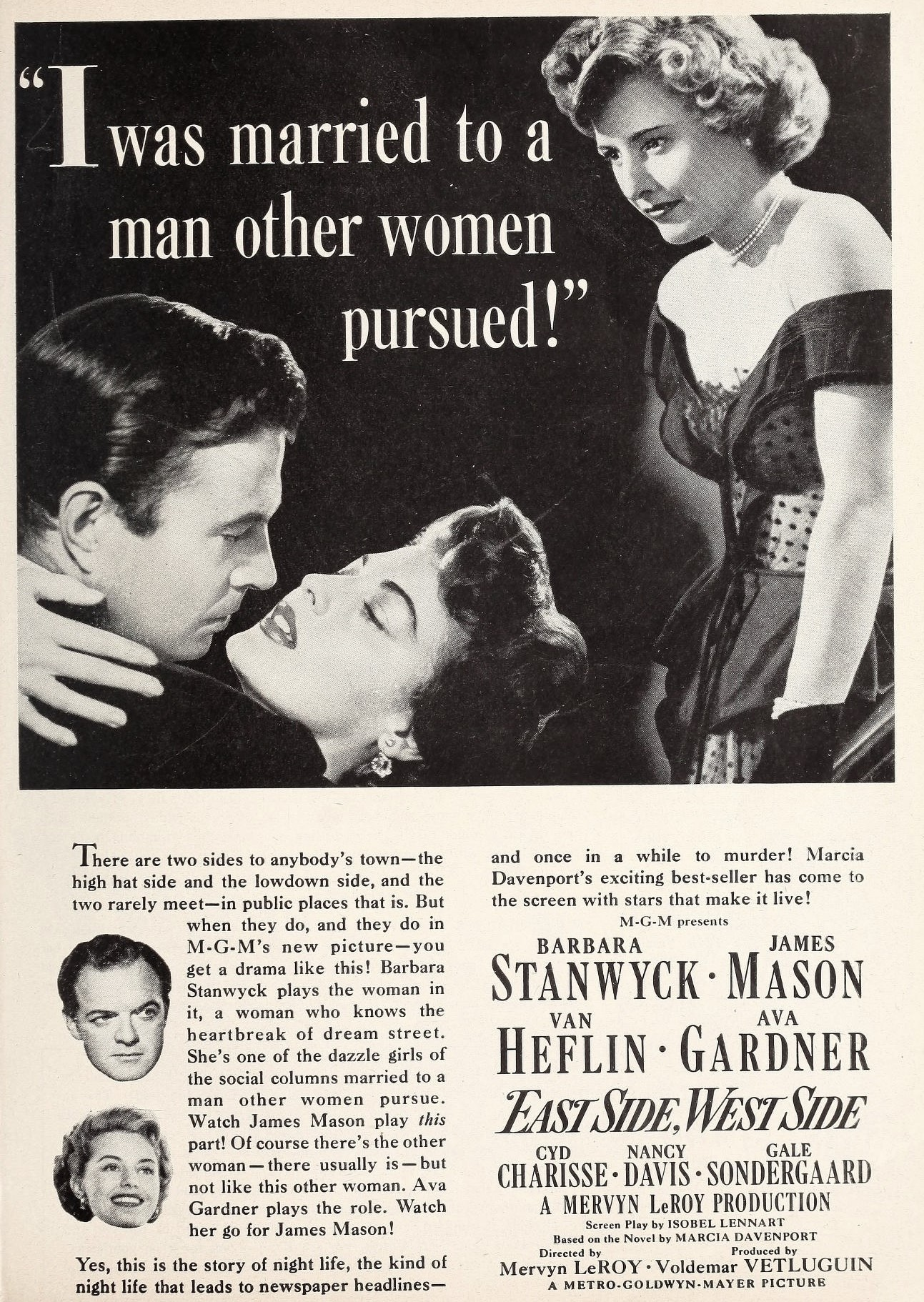
James Mason, Ava Gardner e Stanwyck em East Side, West Side anunciado na revista Modern Screen (1949)

| Nome                             | Ano  | Papel                                            | Notas                                                                                                  | Ref(s)        |
| -------------------------------- | ---- | ------------------------------------------------ | --- | ------------- |
| Broadway Nights                  | 1927 | dançarina (não-creditada)                        | Robert Kane Productions Estréia cinematográfica da atriz e seu único filme mudo; porém é mídia perdida | [ 21 ] [ 22 ] |
| The Locked Door                  | 1929 | Ann Carter                                       | Feature Productions, Inc.                                                                              | [ 23 ]        |
| Mexicali Rose                    | 1929 | Mexicali Rose                                    | Columbia Pictures Primeira protagonista                                                                | [ 24 ]        |
| Ladies of Leisure                | 1930 | Kay Arnold                                       | Columbia Pictures Seu primeiro filme comFrank Capra                                                    | [ 25 ]        |
| Illicit                          | 1931 | Anne Vincent Ives                                | Warner Bros.                                                                                           | [ 26 ]        |
| Ten Cents a Dance                | 1931 | Barbara O'Neill                                  | Columbia Pictures                                                                                      | [ 27 ]        |
| The Stolen Jools                 | 1931 | Herself                                          | National Variety Artists Preserved at the UCLA Film & Television Archive                               | [ 28 ]        |
| Night Nurse                      | 1931 | Lora Hart                                        | Warner Bros. Primeiro filme com William Wellman                                                        | [ 29 ]        |
| The Miracle Woman                | 1931 | Florence "Faith" Fallon                          | Columbia Pictures                                                                                      | [ 30 ]        |
| Forbidden                        | 1932 | Lulu Smith                                       | Columbia Pictures                                                                                      | [ 31 ]        |
| Shopworn                         | 1932 | Kitty Lane                                       | Columbia Pictures                                                                                      | [ 32 ]        |
| So Big!                          | 1932 | Selina Peake De Jong                             | Warner Bros.                                                                                           | [ 33 ]        |
| The Purchase Price               | 1932 | Joan Gordon, aka Francine La Rue                 | Warner Bros.                                                                                           | [ 34 ]        |
| The Bitter Tea of General Yen    | 1933 | Megan Davis                                      | Columbia Pictures                                                                                      | [ 35 ]        |
| Ladies They Talk About           | 1933 | Nan Taylor, Alias of Nan Ellis, aka Mrs. Andrews | Warner Bros.                                                                                           | [ 36 ]        |
| Baby Face                        | 1933 | Lily Powers                                      | Warner Bros.                                                                                           | [ 37 ]        |
| Ever in My Heart                 | 1933 | Mary Archer Wilbrandt                            | Warner Bros.                                                                                           | [ 38 ]        |
| Gambling Lady                    | 1934 | Jennifer, Lady Lee                               | Warner Bros.                                                                                           | [ 39 ]        |
| A Lost Lady                      | 1934 | Marian Ormsby Forrester                          | Warner Bros.                                                                                           | [ 40 ]        |
| The Secret Bride                 | 1934 | Ruth Vincent                                     | Warner Bros.                                                                                           | [ 41 ]        |
| The Woman in Red                 | 1935 | Shelby Barret Wyatt                              | Warner Bros.                                                                                           | [ 42 ]        |
| Red Salute                       | 1935 | Drue Van Allen                                   | Reliance Pictures/United Artists                                                                       | [ 43 ]        |
| Annie Oakley                     | 1935 | Annie Oakley                                     | RKO Pictures                                                                                           | [ 44 ]        |
| A Message to Garcia              | 1936 | Raphaelita Maderos                               | 20th Century Fox                                                                                       | [ 45 ]        |
| The Bride Walks Out              | 1936 | Carolyn Martin                                   | RKO Pictures                                                                                           | [ 46 ]        |
| His Brother's Wife               | 1936 | Rita Wilson Claybourne                           | Metro-Goldwyn-Mayer (MGM)                                                                              | [ 47 ]        |
| Banjo on My Knee                 | 1936 | Pearl Elliott Holley                             | 20th Century Fox                                                                                       | [ 48 ]        |
| The Plough and the Stars         | 1936 | Nora Clitheroe                                   | RKO Pictures                                                                                           | [ 48 ]        |
| Internes Can't Take Money        | 1937 | Janet Haley                                      | Paramount                                                                                              | [ 49 ]        |
| This Is My Affair                | 1937 | Lil Duryea                                       | 20th Century Fox                                                                                       | [ 49 ]        |
| Stella Dallas                    | 1937 | Stella Martin "Stell" Dallas                     | Indicado – Academy Award for Best Actress Samuel Goldwyn/United Artists                                | [ 50 ]        |
| Breakfast for Two                | 1937 | Valentine "Val" Ransome                          | RKO Pictures                                                                                           | [ 48 ]        |
| Always Goodbye                   | 1937 | Margot Weston                                    | 20th Century Fox                                                                                       | [ 49 ]        |
| The Mad Miss Manton              | 1938 | Melsa Manton                                     | RKO Pictures                                                                                           | [ 49 ]        |
| Union Pacific                    | 1939 | Mollie Monahan                                   | Paramount                                                                                              | [ 49 ]        |
| Golden Boy                       | 1939 | Lorna Moon                                       | Columbia Pictures                                                                                      | [ 51 ]        |
| Remember the Night               | 1940 | Lee Leander                                      | Paramount                                                                                              | [ 51 ]        |
| The Lady Eve                     | 1941 | Jean Harrington                                  | Paramount                                                                                              | [ 51 ]        |
| Meet John Doe                    | 1941 | Ann Mitchell                                     | Warner Bros.                                                                                           | [ 51 ]        |
| You Belong to Me                 | 1941 | Dr. Helen Hunt                                   | Columbia Pictures                                                                                      | [ 51 ]        |
| Ball of Fire                     | 1941 | Katherine "Sugarpuss" O'Shea                     | Indicado – Academy Award for Best Actress Samuel Goldwyn/RKO Pictures                                  | [ 52 ]        |
| The Great Man's Lady             | 1942 | Hannah Sempler                                   | Paramount                                                                                              | [ 53 ]        |
| The Gay Sisters                  | 1942 | Fiona Gaylord                                    | Warner Bros.                                                                                           | [ 53 ]        |
| Lady of Burlesque                | 1943 | Deborah Hoople, aka Dixie Daisy                  | Hunt Stromberg/United Artists                                                                          | [ 54 ]        |
| Flesh and Fantasy                | 1943 | Joan Stanley                                     | Universal                                                                                              | [ 55 ]        |
| Double Indemnity                 | 1944 | Phyllis Dietrichson                              | Indicado – Academy Award for Best Actress Paramount                                                    | [ 53 ] [ 56 ] |
| Hollywood Canteen                | 1944 | Herself                                          | Warner Bros.                                                                                           | [ 53 ] [ 57 ] |
| Christmas in Connecticut         | 1945 | Elizabeth Lane                                   | Warner Bros.                                                                                           | [ 53 ] [ 58 ] |
| Hollywood Victory Caravan        | 1945 | Herself                                          | Paramount United States Department of the Treasury                                                     | [ 59 ]        |
| My Reputation                    | 1946 | Jessica Drummond                                 | Warner Bros. Filmed in 1944                                                                            | [ 60 ]        |
| The Bride Wore Boots             | 1946 | Sally Warren                                     | Paramount Her last feature comedy                                                                      | [ 61 ]        |
| The Strange Love of Martha Ivers | 1946 | Martha Ivers                                     | Paramount                                                                                              | [ 61 ]        |
| California                       | 1947 | Lily Bishop                                      | Paramount Sua primeira produção a cores                                                                | [ 62 ]        |
| The Two Mrs. Carrolls            | 1947 | Sally Morton Carroll                             | Warner Bros.                                                                                           | [ 61 ]        |
| The Other Love                   | 1947 | Karen Duncan                                     | Enterprise Productions/United Artists                                                                  | [ 61 ]        |
| Cry Wolf                         | 1947 | Sandra Marshall                                  | Warner Bros.                                                                                           | [ 61 ]        |
| Variety Girl                     | 1947 | Herself                                          | Paramount                                                                                              | [ 62 ]        |
| B.F.'s Daughter                  | 1948 | Pauline "Polly" Fulton Brett                     | MGM | [ 63 ]        |
| Sorry, Wrong Number              | 1948 | Leona Stevenson                                  | Indicado – Academy Award for Best Actress Hal Wallis Productions/Paramount                             | [ 64 ]        |
| The Lady Gambles                 | 1949 | Joan Boothe                                      | Universal                                                                                              | [ 63 ]        |
| East Side, West Side             | 1949 | Jessie Bourne                                    | MGM | [ 65 ]        |
| The File on Thelma Jordon        | 1950 | Thelma Jordon                                    | Paramount                                                                                              | [ 66 ]        |
| No Man of Her Own                | 1950 | Helen Ferguson / Patrice Harkness                | Paramount                                                                                              | [ 66 ]        |
| The Furies                       | 1950 | Vance Jeffords                                   | Paramount                                                                                              | [ 66 ]        |
| To Please a Lady                 | 1950 | Regina Forbes                                    | MGM | [ 66 ]        |
| The Man with a Cloak             | 1951 | Lorna Bounty                                     | MGM | [ 67 ]        |
| Clash by Night                   | 1952 | Mae Doyle D'Amato                                | RKO Pictures                                                                                           | [ 67 ]        |
| Jeopardy                         | 1953 | Helen Stilwin                                    | MGM | [ 67 ]        |
| Titanic                          | 1953 | Julia Sturges                                    | 20th Century Fox                                                                                       | [ 67 ]        |
| All I Desire                     | 1953 | Naomi Murdoch                                    | Universal                                                                                              | [ 68 ]        |
| Blowing Wild                     | 1953 | Marina Conway                                    | Warner Bros.                                                                                           | [ 68 ]        |
| The Moonlighter                  | 1953 | Rela                                             | Warner Bros. Filmed in 3D                                                                              | [ 68 ]        |
| Witness to Murder                | 1954 | Cheryl Draper                                    | Chester Erskine/United Artists                                                                         | [ 69 ]        |
| Executive Suite                  | 1954 | Julia O. Tredway                                 | MGM | [ 68 ]        |
| Cattle Queen of Montana          | 1954 | Sierra Nevada Jones                              | Filmcrest Productions/RKO Pictures                                                                     | [ 69 ]        |
| The Violent Men                  | 1955 | Martha Wilkison                                  | Columbia Pictures                                                                                      | [ 69 ]        |
| Escape to Burma                  | 1955 | Gwen Moore                                       | Filmcrest Productions/RKO Pictures                                                                     | [ 69 ]        |
| There's Always Tomorrow          | 1956 | Norma Miller Vale                                | Universal                                                                                              | [ 70 ]        |
| The Maverick Queen               | 1956 | Kit Banion                                       | Republic                                                                                               | [ 70 ]        |
| These Wilder Years               | 1956 | Ann Dempster                                     | MGM | [ 70 ]        |
| Crime of Passion                 | 1957 | Kathy Ferguson Doyle                             | Robert Goldstein Productions/United Artists                                                            | [ 70 ]        |
| Trooper Hook                     | 1957 | Cora Sutliff                                     | Filmaster Productions/United Artists                                                                   | [ 71 ]        |
| Forty Guns                       | 1957 | Jessica Drummond                                 | 20th Century Fox                                                                                       | [ 72 ]        |
| Walk on the Wild Side            | 1962 | Jo Courtney                                      | Columbia Pictures                                                                                      | [ 73 ]        |
| Roustabout                       | 1964 | Maggie Morgan                                    | Hal Wallis Productions/Paramount                                                                       | [ 74 ]        |
| The Night Walker                 | 1964 | Irene Trent                                      | William Castle/Universal                                                                               | [ 75 ]        |

### Prêmios e indicações
Stanwyck foi indicada quatro vezes ao Oscar de Melhor Atriz. Ela nunca ganhou, mas recebeu um prêmio honorário em 1982 , "por [sua] criatividade superlativa e contribuição única à arte da atuação no cinema".
Claro que fiquei decepcionada nas vezes em que fui indicada e perdi. Quem disser que não está, está mentindo. Eu gostaria de fazer mais como atriz, e melhor. Talvez atuando numa cadeira de rodas, mas que se dane.— Barbara Stanwyck, nos bastidores após receber um Oscar honorário em 29 de março de 1982 
| Indicações de Stanwyck ao Oscar de melhor atriz, e a vencedora de cada ano com um texto em negrito com | amarelo | ao fundo: |

| 1937             | 1937            |                     | 1941                 | 1941              |                     | 1944                | 1944                |  | 1948 | 1948 |
| Atriz            | Filme           | Atriz               | Filme                | Atriz             | Filme               | Atriz               | Filme               |  |      |      |
| Irene Dunne      | The Awful Truth | Bette Davis         | The Little Foxes     | Ingrid Bergman    | Gaslight            | Ingrid Bergman      | Joana d'Arc         |  |      |      |
| Greta Garbo      | Camille         | Joan Fontaine       | Suspeita             | Claudette Colbert | Since You Went Away | Irene Dunne         | I Remember Mama     |  |      |      |
| Janet Gaynor     | A Star Is Born  | Greer Garson        | Blossoms in the Dust | Bette Davis       | Mr. Skeffington     | Olivia de Havilland | The Snake Pit       |  |      |      |
| Luise Rainer     | The Good Earth  | Olivia de Havilland | Hold Back the Dawn   | Greer Garson      | Mrs. Parkington     | Barbara Stanwyck    | Sorry, Wrong Number |  |      |      |
| Barbara Stanwyck | Stella Dallas   | Barbara Stanwyck    | Ball of Fire         | Barbara Stanwyck  | Double Indemnity    | Jane Wyman          | Johnny Belinda      |  |      |      |

## Rádio

### Lux Radio Theatre
Barbara Stanwyck fez 16 aparições no Lux Radio Theatre apresentado por Cecil B. DeMille, de 3 de agosto de 1936 a 1943. Aparecendo nos seguintes episódios:
- "Main Street"
- "Stella Dallas"
- "These Three"
- "Dark Victory"
- "Morning Glory"
- "So Big"
- "Wuthering Heights"
- "Only Yesterday"
- "Remember The Night"
- "Smilin' Through"
- "The Lady Eve"
- "Penny Serenade"
- "Ball of Fire"
- "This Above All"
- "The Gay Sisters"
- "The Great Man's Lady"

### Jack Benny
Stanwyck e seu marido, Robert Taylor, faziam parte do círculo social íntimo de Mary Livingstone e Jack Benny. Ela frequentemente aparecia no programa de rádio de Benny, às vezes em uma paródia de seus próprios filmes, e fez sua estreia na televisão no programa semanal The Jack Benny Program em 1952. A seguir, uma lista de exemplos de episódios em que a intérprete dubla e atua junto com Benny.

##### Rádio
- "Golden Boy" (7 de Janeiro de 1940)[83]
- "Dennis Wants a Raise" (28 de Novembro de 1943)[84]
- "Dennis Dreams He Has a Radio Program" (19 de Março de 1944)[85]
- "Jack Takes Two Cadets to Barbara Stanwyck's House" (1 de Outubro de 1942)[86]
- "Sorry, Wrong Number" (17 de Outubro de 1948)[87]
- "Dennis Dreams He's a Star" (10 de Abril de 1949)[88]

##### Tv
- Episodio – "Gas Light" – 27 de Janeiro de 1952; reprisado em 11 de Janeiro de 1959[89]

## Televisão

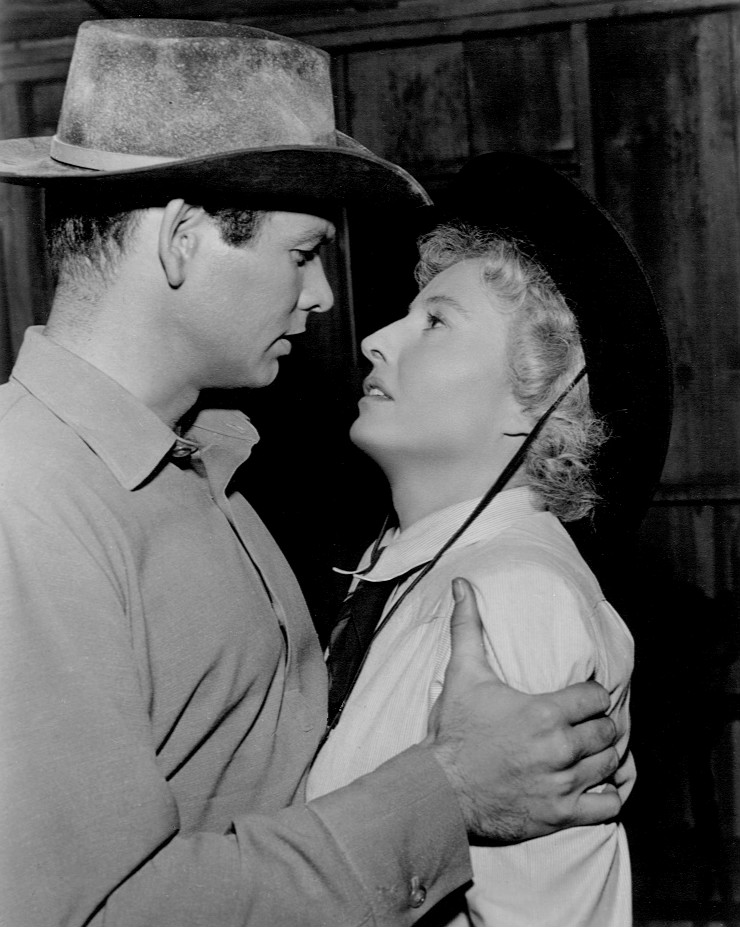
David Janssen e Stanwyck em Zane Grey Theatre (1958)

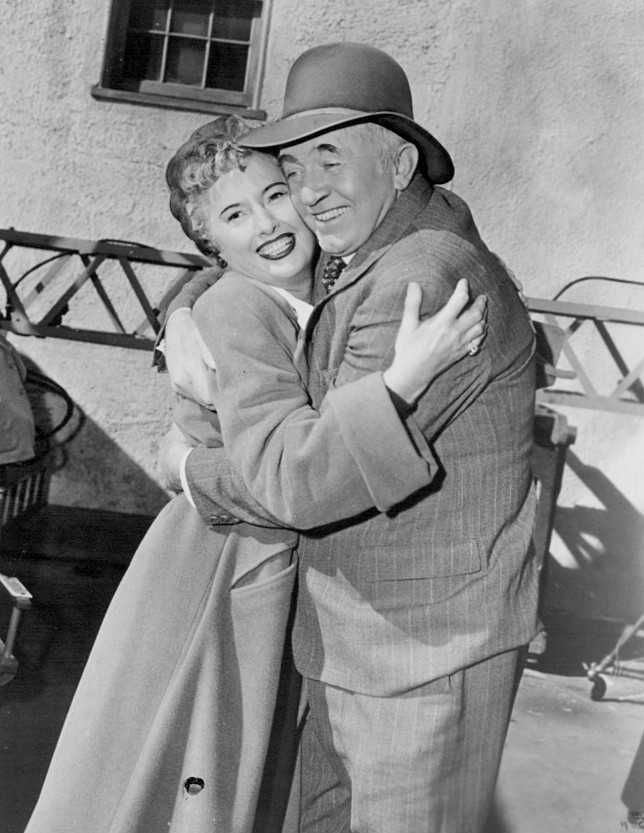
A atriz junto de Walter Brennan em The Real McCoys (1959)

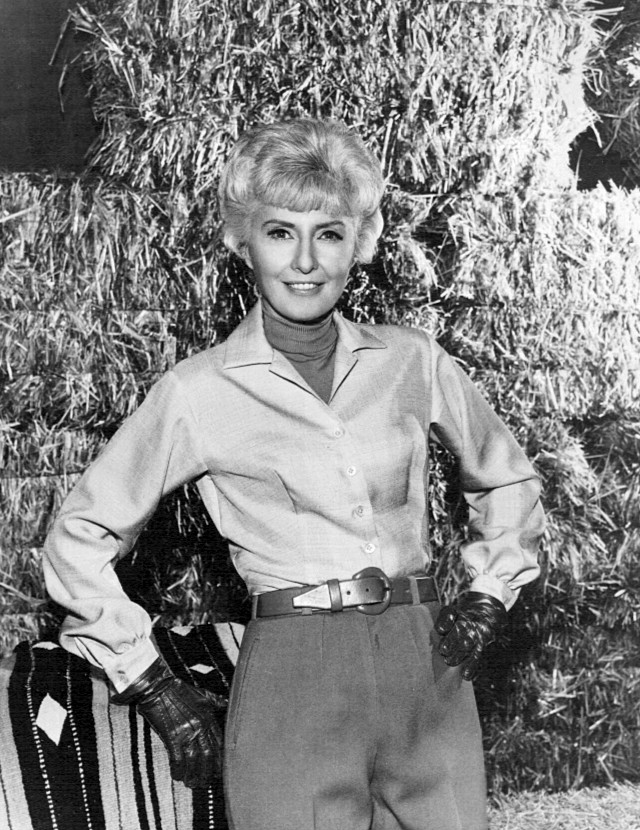
Fotografia publicitária de Stanwyck para The Big Valley (1968)

| Nome                         | Ano/data  | Papel                       | Episódio (s) | Ref(s)  |
| ---------------------------- | --------- | --------------------------- | --- | ------- |
| The Jack Benny Program       | 1952      | Paula Alquist               | "Gaslight" | [ 90 ]  |
| The Christophers             | 1952      | Guest Hostess               | "Sentence Deferred" e "Two Worlds of Ann Foster"                                                                               | [ 91 ]  |
| The Loretta Young Show       | 1955      | Guest Hostess               | "My Uncle O'Moore" e "The Waiting Game"                                                                                        | [ 92 ]  |
| Ford Theatre                 | 1956      | Irene Frazier               | "Sudden Silence" | [ 92 ]  |
| Goodyear Theatre             | 1958      | Midge Varney                | "Three Dark Years" | [ 93 ]  |
| Zane Grey Theatre            | 1958–1959 | Vários personagens          | "The Freighter", "Trail to Nowhere", "Hang the Heart High" e "The Lone Woman"                                                  | [ 94 ]  |
| The Real McCoys              | 1959      | Herself                     | "The McCoys Visit Hollywood"                                                                                                   | [ 95 ]  |
| The Barbara Stanwyck Show    | 1960–1961 | Ela mesma e papéis variados | Elenco fixo (36 episódios) 1961 Emmy do Primetime de melhor atriz em série dramática                                           | [ 14 ]  |
| Wagon Train                  | 1961      | Maud Frazer                 | "The Maud Frazer Story" | [ 96 ]  |
| General Electric Theater     | 1961      | Lili Parrish                | "Star Witness: The Lili Parrish Story"                                                                                         | [ 97 ]  |
| The Joey Bishop Show         | 1961      | Dora                        | "A Windfall for Mom" | [ 98 ]  |
| Wagon Train                  | 1962      | Caroline Casteel            | "The Caroline Casteel Story"                                                                                                   | [ 96 ]  |
| The Dick Powell Show         | 1962      | Irene Phillips              | "Special Assignment" | [ 99 ]  |
| Rawhide                      | 1962      | Nora Holloway               | "The Captain's Wife" | [ 96 ]  |
| The Untouchables             | 1962–1963 | Lt. Agatha "Aggie" Stewart  | "Elegy" e "Search for a Dead Man"                                                                                              | [ 96 ]  |
| Wagon Train                  | 1963–1964 | Kate Crawley                | "The Molly Kincaid Story" e "The Kate Crawley Story"                                                                           | [ 100 ] |
| Calhoun: County Agent        | 1964      | Abby Rayner                 | Episódio piloto descartado | [ 100 ] |
| The Big Valley               | 1965–1969 | Victoria Barkley            | Elenco fixo (112 episódios) 1966 Emmy do Primetime de melhor atriz em série dramática Indicado novamente em 1967 e 1968        | [ 15 ]  |
| The House That Would Not Die | 1970      | Ruth Bennett                | Telefilme | [ 101 ] |
| A Taste of Evil              | 1971      | Miriam Jennings             | Telefilme | [ 101 ] |
| The Letters                  | 1973      | Geraldine Parkington        | Telefilme | [ 101 ] |
| Charlie's Angels             | 1980      | Antonia "Toni" Blake        | "Toni's Boys" serviu como piloto secundário, mas não foi escolhido pela emissora..                                             | [ 102 ] |
| The Thorn Birds              | 1983      | Mary Carson                 | Minissérie Globo de Ouro de melhor atriz coadjuvante em televisão Emmy do Primetime de melhor atriz em minissérie ou telefilme | [ 103 ] |
| Dinastia                     | 1985      | Constance Colby Patterson   | "The Californians", "The Man", "The Titans: Part 1" and "The Titans: Part 2"                                                   | [ 104 ] |
| The Colbys                   | 1985–1986 | Constance Colby Patterson   | Elenco fixo (24 episódios) | [ 104 ] |